# Caduciella mariei
Caduciella mariei là một loài Rêu trong họ Leptodontaceae. Loài này được (Besch.) Enroth mô tả khoa học đầu tiên năm 1991.